# Прапор Глухова

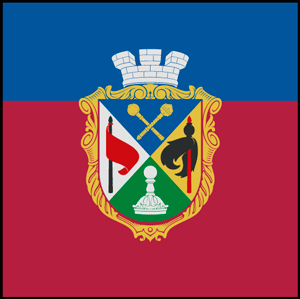
Сучасний варіант прапора

Міськи́й пра́пор Глу́хова — стяг із двох горизонтальних смуг синього («блакитного») (1/3) і малинового (2/3) кольорів, зі співвідношенням ширини прапора до його довжини 2:3. У центрі двокольору герб міста Глухова. Прапор затверджений 15 березня 1999 року на 7-й сесієї Глухівської міської ради двадцять третього скликання.